# Мод Слай
Мод Керолайн Слай (англ. Maud Caroline Slye; 8 лютого 1879 — 17 вересня 1954) — американська патологоанатомка, яка народилася в Міннеаполісі, Міннесота. Історикиня науки та жінок у науці Отем Стенлі писала, що Слай «„винайшла“ генетично однорідних мишей як засіб дослідження». Її робота була зосереджена на спадковості раку у мишей. Також вона захищала ідею всебічного архівування медичних даних, вважаючи, що правильний вибір партнера допоможе викорінити рак. За свою кар'єру отримала численні нагороди та відзнаки, включаючи золоту медаль Американської медичної асоціації в 1914 році, премію Ріккетса в 1915 році та золоту медаль Американського радіологічного товариства в 1922 році. У 1923 році Альберт Сойланд, піонер-рентгенолог, висунув Мод Слай, патологиню раку, на Нобелівську премію з фізіології та медицини. Номінація стала результатом її роботи як однієї з перших учених, які припустили, що рак може бути спадковою хворобою, а також за розробку нових процедур догляду та розведення лабораторних мишей.

## Освіта і кар'єра
Отримала ступінь бакалавра у Чиказькому університеті та Університеті Брауна. Під час навчання в Чиказькому університеті  заробляла на прожиття секретаркою президента університету Вільяма Рейні Гарпера. Після невдачі завершила навчання в Брауні в 1899 році. 1908 року після періоду викладання почала роботу в аспірантурі в Чиказькому університеті, виконуючи неврологічні експерименти на мишах. У Чиказькому університеті вона залишиться до кінця своєї кар'єри. Почувши про спалах раку великої рогатої худоби на сусідньому скотомогильнику, вона змінила фокус свого дослідження на рак. Протягом своєї кар'єри Слай виростила та вела родоводи понад 150 000 мишей. 5 травня 1913 року вона вперше представила статтю перед Американським товариством дослідження раку щодо роботи над загальними проблемами спадковості, яка проводилася в Чиказькому університеті на факультеті зоології. У 1919 році її обрали директоркою лабораторії раку в Чиказькому університеті. У 1922 році вона була підвищена до асистентки професора, а 1926 року стала доцентом. 1945 року вона вийшла на пенсію як почесний професор патології. Її гіпотеза про те, що рак успадковується як рецесивна ознака, викликала суперечки серед науковців, зокрема з Сі Сі Літтл.
Слай була віддана своїй роботі. У звіті журналу Time її поведінку на науковому з'їзді описали як «високодуховну» і процитував її слова: «Я досліджую рак молочної залози. Я не думаю, що ми повинні відчувати таку безнадію щодо виведення інших видів раку. Нас зупиняє лише романтика. Обов'язок науковців — встановлювати і представляти факти. Якщо люди віддають перевагу романтиці, а не використанню цих фактів, ми нічого не можемо з цим зробити». Не довіряючи своїх мишей помічникам, вона не брала відпустки протягом двадцяти шести років. Слай ніколи не виходила заміж і провела свою пенсію, переглядаючи дані своїх досліджень. Вона померла від серцевого нападу в 1954 році і була похована на кладовищі Оук Вудс. Новина про її смерть була розміщена на першій сторінці Chicago Daily Tribune.

## Жінка, яка досягла успіху
Столітній конгрес жінок (Centennial Congress of Women), організований Керрі Чепмен Кетт, відбувся в Нью-Йорку 25–27 листопада 1940 року, щоб відзначити століття жіночого прогресу. Щоб продемонструвати свої досягнення, були запрошені 100 «успішних жінок», які мали представити свої галузі знань, в яких вони працювали в 1940 році. Підкреслювалося, що в 1840 році це було б для них неможливо. Слай була включена до категорії «Наука» разом із Маргарет Мід та Енні Джамп Кеннон. Обрані 100 жінок були «усі були американками, які були живими на той час і виконували роботу, неможливу для жінок у 1840 році».

## Поетеса
Крім плідної та відданої вченої, Слай знайшла час, щоб опублікувати два окремих томи поезії. «Пісні та заспокоєння» (1934) і «Я на вітрі» (1936).
- Пісні та заспокоєння, 1934.
- Я на вітрі, симфонія №. 1, і мінорні пісні, 1936.